# Autobusy miejskie w Szczecinie
Autobusy miejskie w Szczecinie – część systemu komunikacyjnego obejmującego miasta Szczecin i Police oraz gminy Dobra, Kołbaskowo, Police, Kobylanka i Goleniów. Organizatorem przewozów jest Zarząd Dróg i Transportu Miejskiego w Szczecinie, a obsługą linii zajmują się 4 spółki.

## Przewoźnicy
- Szczecińskie Przedsiębiorstwo Autobusowe „Dąbie” – ulica Andrzeja Struga 10, Szczecin
- Szczecińskie Przedsiębiorstwo Autobusowe „Klonowica” – ulica Sebastiana Klonowica 5, Szczecin
- Szczecińsko-Polickie Przedsiębiorstwo Komunikacyjne – ulica Fabryczna 21, Police
- Przedsiębiorstwo Komunikacji Samochodowej w Szczecinie – ulica Leona Heyki 4, Szczecin

## Historia

### Autobusy w niemieckim Szczecinie

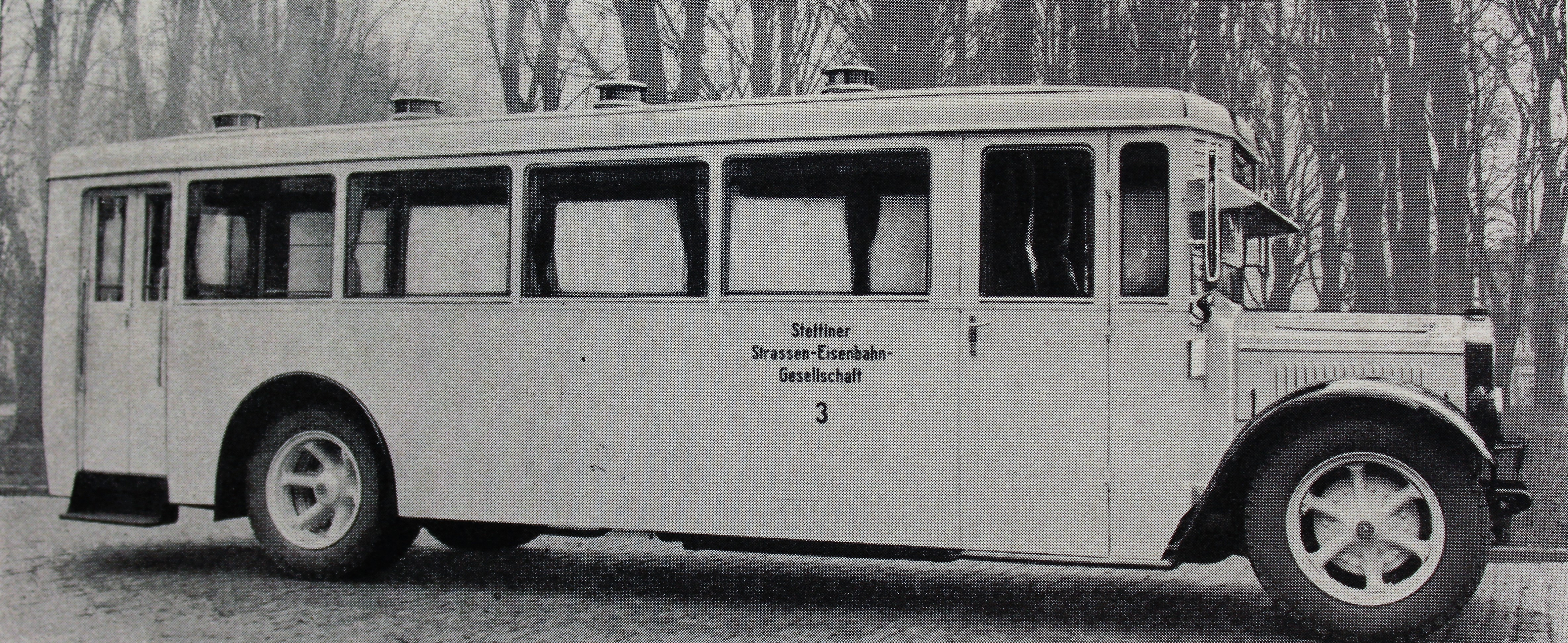
Przedwojenny szczeciński autobus

Przez prawie 50 lat jedyną komunikację w Szczecinie stanowiły tramwaje. Zmieniło się to w 1928 r., kiedy to spółka Stettiner Straßen-Eisenbahn-Gesellschaft, która zarządzała tramwajami, uruchomiła pierwszą linię autobusową kursującą na trasie Lotnisko (pętla tramwajowa) – Dąbie, oznaczono ją jako „A” (od Altdamm, niemieckiej nazwy Dąbia). Linie autobusowe uruchamiane były zwykle na trasy podmiejskie, czyli tam, gdzie nie opłacalna była budowa torowisk. W 1936 r. uruchomiono pierwszą linię miejską, oznaczoną jako „S”.
Trasy linii autobusowych w 1938 r.:
- podmiejskie:
  - A: Flughafen (Lotnisko) – Altdamm (Dąbie)
  - F: Chausseehaus (Tor Kolarski) – Falkenwalde (Tanowo), przez Polchow (Pilchowo) (w latach 1929–1933 kursowała jako U do Ueckermünde)
  - H: Flughafen (Lotnisko) – Hökendorf (Klęskowo), przez Finkenwalde (Zdroje)
  - N: Berliner Tor (Brama Portowa) – Neuenkirchen (Dołuje), przez Möhringen (Mierzyn)
  - P: Gotzlow (Gocław) – Pölitz (Police)
  - Pd: Flughafen (Lotnisko) – Podejuch (Podjuchy), przez Finkenwalde (Zdroje)
  - R: Flughafen (Lotnisko) – Rosengarten (Kijewo), przez Altdamm (Dąbie)
- miejskie:
  - S: Adolf-Hitler Schule, Brunner Str. (ul. Witkiewicza) – Friedeborn Str. (ul. Kołłątaja), obecnymi ulicami: Poniatowskiego, Traugutta, Wyspiańskiego i Skargi.
  - SW: Scheune (Gumieńce) – Wendorf (Słowieńsko), obecnymi ulicami: Wierzbową, Wrocławską i Okulickiego.

Długość linii wynosiła w 1930 r. 101 km, z czego 61,5 km stanowiła najdłuższa w historii linia autobusowa z Bramy Portowej do Ueckermünde (Wkryujścia). W 1935 r. po jej skróceniu do Dołuj i uruchomieniu nowych linii, długość sieci wynosiła 46,5 km, a w 1939 r. 64 km. Tabor w 1929 r. składał się z 9 autobusów (w tym 8 40-osobowych i jednego 20-osobowego), w 1937 r. było 21 autobusów, a tuż przed wybuchem wojny tylko 7.
W czasie II wojny światowej kursowały tylko dwie linie: do Tanowa i do Dołuj, prawdopodobnie istniała także linia do Polic. W związku z kryzysem paliwowym w 1942 r., zaczęto używać gazu drzewnego. Autobusy zastępowały tramwaje na odcinkach ulic zniszczonych podczas nalotów alianckich w 1943 i 1944 r. Era autobusów w niemieckim Szczecinie zakończyła się przed końcem 1944 r.

### Lata PRL

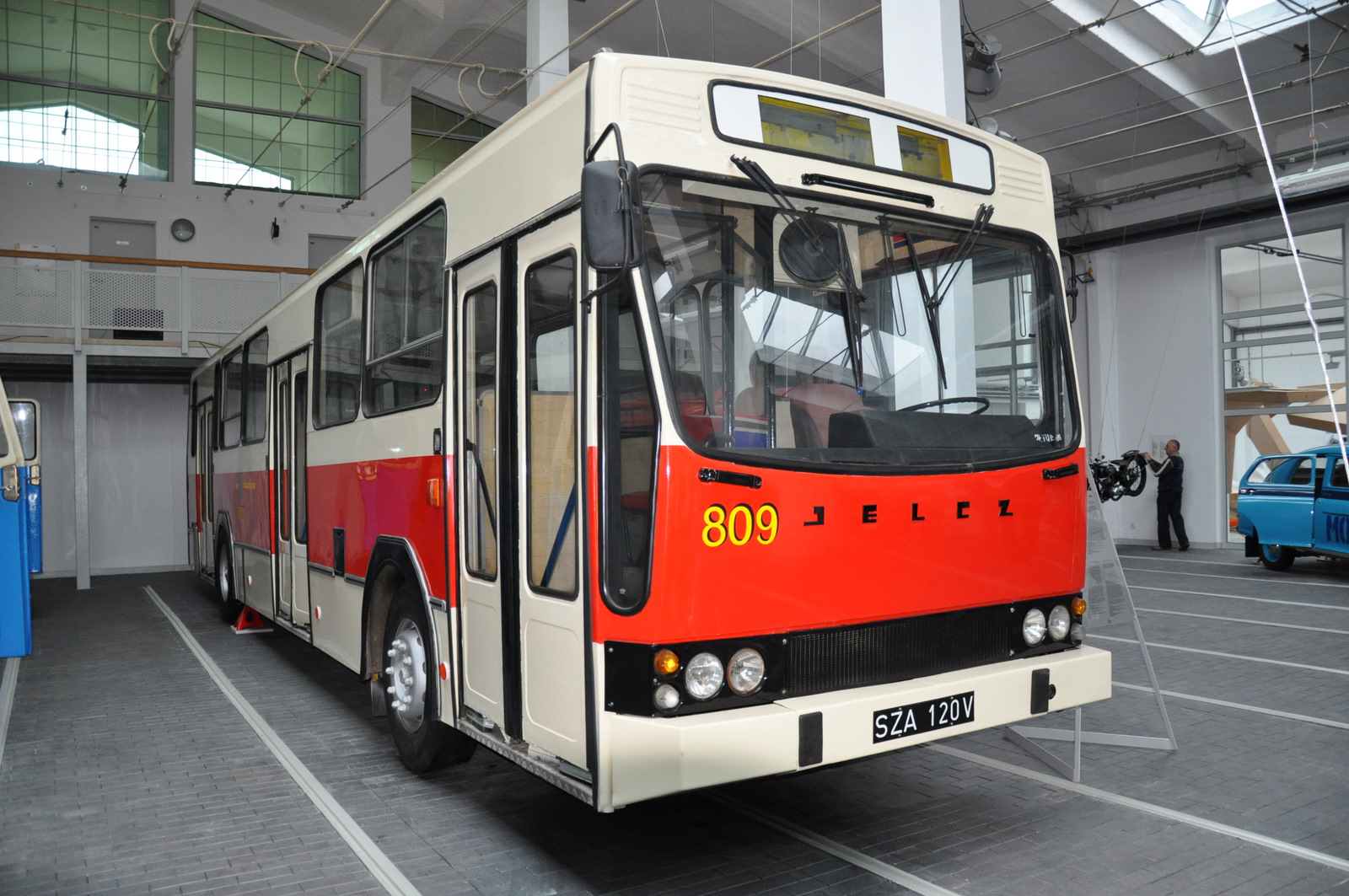
Jelcz PR110M w Muzeum Techniki

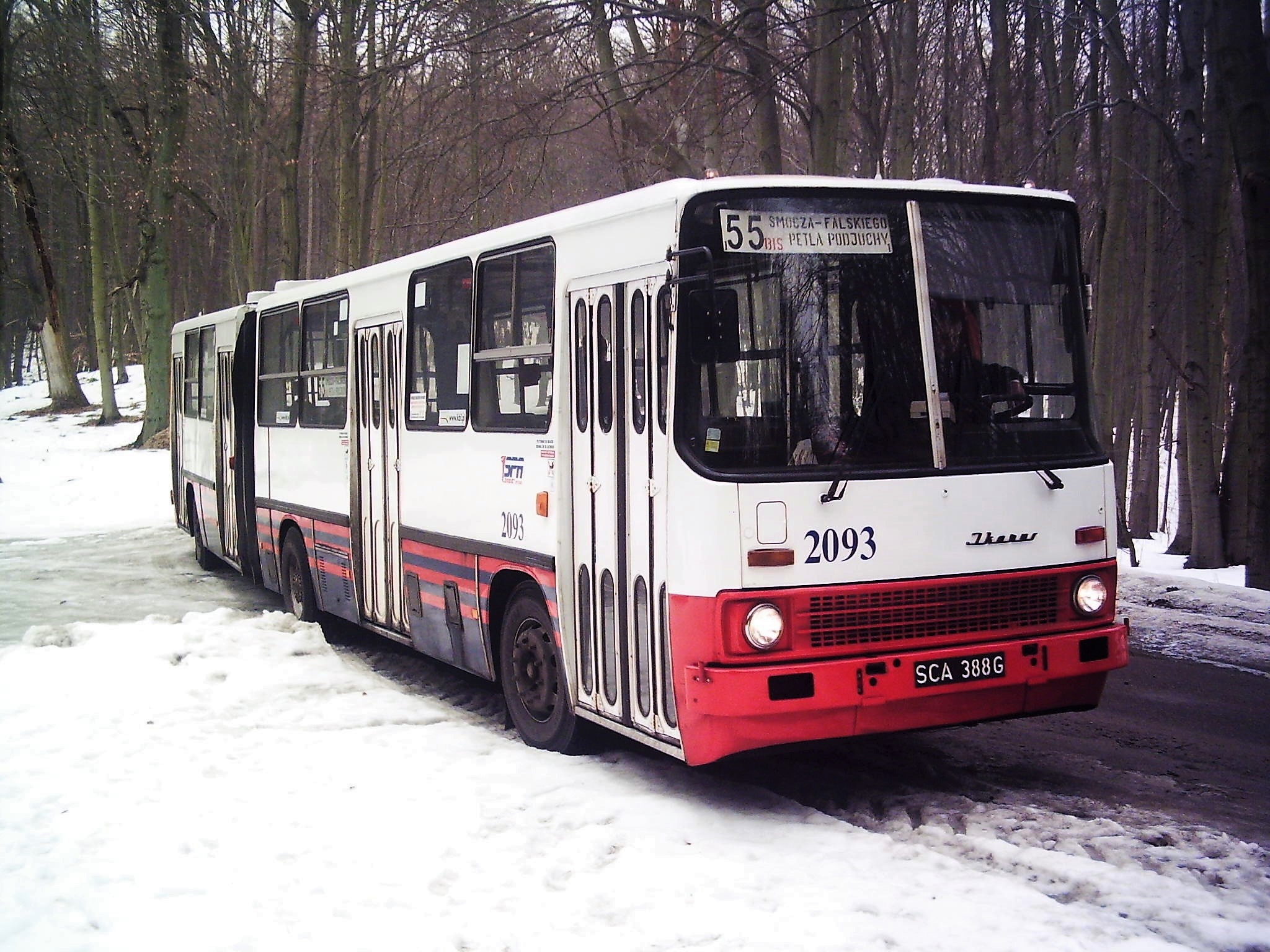
Ikarus 280.26 w Szczecinie

Wojnę przetrwały dwa przedwojenne autobusy. Pozostałe zostały zniszczone lub użyte do ewakuacji do Niemiec. Pierwszą po zakończeniu wojny linię autobusową uruchomiono w oparciu o ocalały przedwojenny autobus Büssing 4 kwietnia 1947 r. na trasie Plac Kościuszki – Gumieńce. Komunikacją miejską w tamtych latach zarządzała firma pn. Tramwaje i Autobusy Miasta Szczecina. W 1948 r. istniało już 5 linii, które kursowały do Dąbia, Polic, Żydowiec, Stołczyna i Gumieniec, obsługiwane były przez autobusy: Büssing, GMC i Leyland (od 1948 r.). W latach późniejszych pojawiał się bardzo różnorodny tabor takich marek jak m.in.: Mavag, Star, San, Chausson, Škoda, Karosa, Renault, Nysa, Jelcz-Berliet i Jelcz 272 MEX. W 1955 r. zmieniono oznaczenie linii autobusowych z literowych (od A do H) na liczbowe obowiązujące do dziś, od 51 wzwyż.
W 1967 roku wybudowano pierwszą zajezdnię autobusową przy ul. Klonowica. Wcześniej pojazdy stacjonowały w zajezdni tramwajowej przy ul. Kolumba. Z roku na rok zwiększano liczbę linii: w 1960 r. było ich 10, w 1964 r. 16 linii (w tym 1 skrócona, tzw. „bis”), w 1968 r. 22 linie (w tym 3 bisy i jedna mikrobusowa na Wyspę Pucką). W latach 1965–1973 z powodu remontu ul. Gdańskiej wydłużono linie autobusowe do ul. Wyszyńskiego, a po przywróceniu tramwajów na tym odcinku, skrócono je do pętli przy Basenie Górniczym. W tym samym okresie wprowadzono podział miasta na strefy biletowe. 1 stycznia 1976 r. zarządzający od 1949 roku Miejski Zakład Komunikacyjny przekształcono w Wojewódzkie Przedsiębiorstwo Komunikacji Miejskiej (WPKM), które obsługiwało także komunikację w innych miastach regionu. W tym czasie zmieniono numerację linii podmiejskich od nr. 100 – linia 52 została przekształcona w 102, 53 w 103 itp., uruchomiono także kilka nowych. W marcu 1978 r. została oddana do użytku druga zajezdnia autobusowa „Dąbie” – przy ul. Struga w Dąbiu, a 7 lat później w Policach przy ul. Fabrycznej. 12 listopada 1981 r. na ulicach pojawiły się pierwsze autobusy Ikarus 280.26 – w sumie do 1990 r. zakupiono prawie 300 sztuk tego modelu. W 1985 r. nocną komunikację tramwajową zaczęły wspomagać także autobusy oznaczone od 201 wzwyż. W tym samym roku na liniach pojawiły się Jelcze M11, rok później na trasę wyjechał ostatni liniowy Jelcz 272 MEX, tzw. „ogórek”.
Trasy linii w 1988 r. (nocne w 1985 r.):
- 51: Kołłątaja – Osiedle Arkońskie
- 52: Police Szkoła – Wyspa Pucka
- 53: Ludowa – Pomorzany Dobrzyńska
- 54: Żydowce – Osiedle Arkońskie
- 55: Zdunowo Dworzec – Basen Górniczy
- 56: Osiedle Kasztanowe – Heyki
- 57: Kołłątaja – Warszewo
- 58: Stocznia Warskiego – Gocław
- 59: Golęcino – Elektrownia Pomorzany
- 60: Stocznia Warskiego – Autostrada Poznańska
- 61: Dworzec Główny – Klucz
- 62: Basen Górniczy – Wielgowo
- 63: Kołłątaja – Skolwin
- 64: Kniewska – Klucz Autostrada
- 65: Studzienna – Osiedle Słoneczne
- 66: Osiedle Słoneczne – Klucz
- 67: Ludowa – Karola Miarki
- 68: Stocznia Warskiego – Pomorzany Dobrzyńska
- 69: Basen Górniczy – Zakłady Mięsne
- 70: Zakłady Mleczarskie – Heyki
- 71: Osiedle Arkońskie – Osiedle Słoneczne
- 72: Basen Górniczy – Śmierdnica
- 73: Basen Górniczy – Zdunowo Dworzec
- 74: Basen Górniczy – Osiedle Bukowe
- 75: Krzekowo – Dworzec Główny
- 76: Osiedle Kaliny – Nabrzeże „Ewa”
- 77: Osiedle Słoneczne – Osiedle Kasztanowe
- 79: Basen Górniczy – Jezierzyce
- 101: Police Jasienica – Plac Rodła
- 102: Gocław – Police Szkoła
- 103: Głębokie – Police Zakłady Chemiczne
- 104: Podjuchy – Elektrownia Dolna Odra
- 105: Dobra Szczecińska – Łukasińskiego Ogrody
- 106: Police Jasienica – Police Rynek
- 107: Police Osiedle Chemik – Plac Rodła
- 108: Mierzyn – Przecław
- 109: Police Szkoła – Police Rynek
- 110: Gryfino Piastów – Elektrownia Dolna Odra
- 111: Zajezdnia Police – Police Rynek
- 201: Zajezdnia Klonowica – Osiedle Słoneczne
- 202: Gocław – Police Grzybowa
- 204: Osiedle Chemik – Zajezdnia Dąbie

### Po 1989 r.

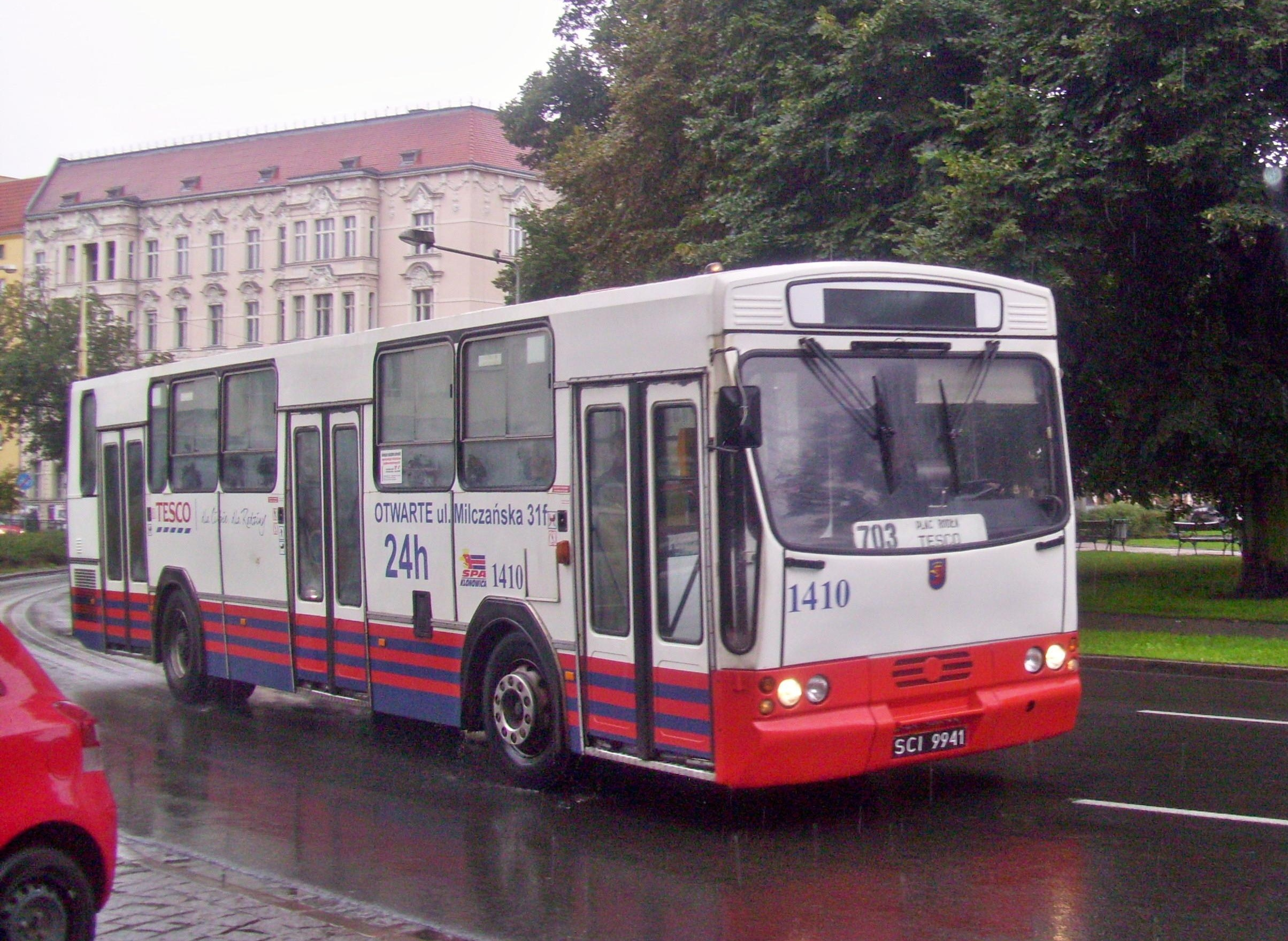
Jelcz 120M na placu Grunwaldzkim

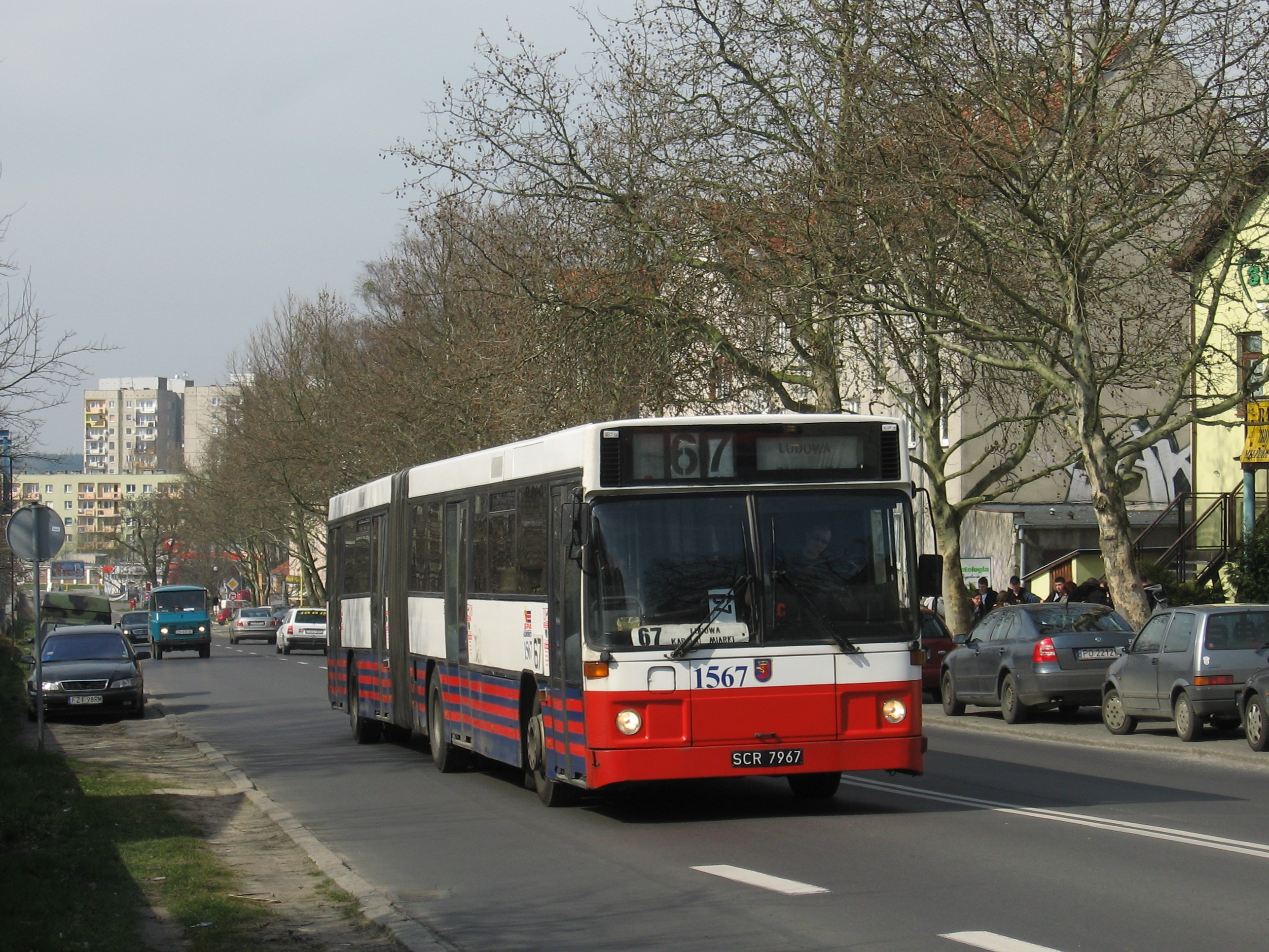
Volvo B10MA w obsłudze linii nr 67

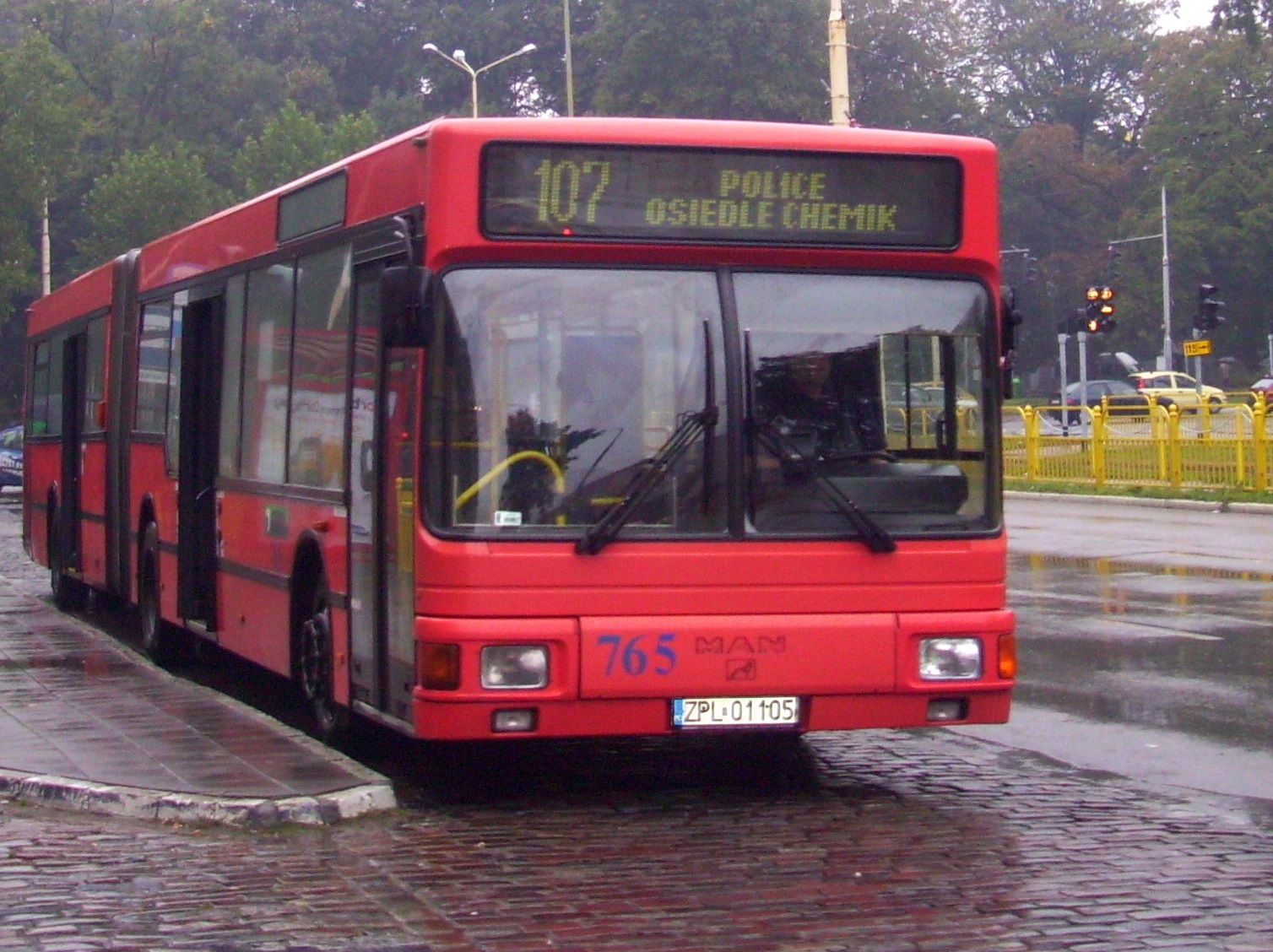
Autobus MAN NG262, sprowadzony z Oslo, linia nr 107

30 kwietnia 1991 r. WPKM podzielone zostało na 3 odrębne przedsiębiorstwa w Szczecinie, Stargardzie Szczecińskim i Świnoujściu. Tym samym zostały zlikwidowane linie podmiejskie 104, 105, 108 i 110, które zgodnie z nowymi zasadami zaczęły być organizowane przez ościenne gminy. Ich obsługę przejął PKS Szczecin. W tym samym roku utworzono linie pospieszne: A kursującą na trasie linii 65 (wydłużoną do Osiedla Bukowego), B na trasie linii 71 oraz C na trasie Plac Rodła – Dąbie Osiedle (w 1993 roku wydłużono linię do Osiedla Kasztanowego). Jednocześnie skrócono trasy linii 65 i 71 z Basenu Górniczego na Prawobrzeże. Rok później uruchomiono linie D i E jako wspomagające dla A i B. W listopadzie 1993 roku wprowadzono reformę biletową – zlikwidowaną taryfę liniową, którą zastąpiono taryfą czasową. 1 września 1994 roku uruchomiono linię F kursującą na trasie linii 107. W tym samym roku do obsługi linii wprowadzono Jelcze 120M. W 1995 i 1998 r. zakupiono w sumie 80 autobusów Volvo B10MA, które zaczęły zastępować Ikarusy 280.26. Rok później do obsługi linii o małych potokach pasażerskich wprowadzono Autosany H6-20. 1 grudnia 1996 r. zlikwidowano nocną komunikację tramwajową zastąpioną przez nową sieć obsługiwaną wyłącznie autobusami (oznaczenie od 1 lipca 1997 roku od 501 do 516, później wprowadzono także linię 517). 1 lutego 1997 roku z MZK Szczecin wydzielono Szczecińsko-Polickie Przedsiębiorstwo Komunikacyjne (Zaj. Police, obsługujące głównie linie w Policach oraz łączące miasto ze Szczecinem), a 2 lata później kolejne dwie spółki: SPA „Klonowica” (linie na Lewobrzeżu) i SPA „Dąbie” (linie na Prawobrzeżu). We wrześniu 1998 r. SPPK zakupiło 5 nowych autobusów marki MAN – były to pierwsze w Szczecinie i Policach autobusy niskopodłogowe. W kolejnych latach na ulicach miasta pojawiały się także MAN-y różnych typów – nowe i używane z Oslo oraz różnych niemieckich miast. W 1999 r. po otwarciu centrum handlowego King Cross (ob. Ster) na Gumieńcach uruchomiono pierwszą bezpłatną linię autobusową. Ta i wszystkie później uruchomione linie bezpłatne miały oznaczenie od 701 wzwyż i były obsługiwane przez SPAK, PKS Szczecin i PKS Gryfice. 1 stycznia 2002 r. utworzono Zarząd Dróg i Transportu Miejskiego, który pełni nadzór m.in. nad komunikacją miejską. 24 lutego 2003 r. uruchomiono pospieszną linię G na trasie Plac Rodła – Zdunowo Szpital oraz zreformowano linie nocne nadając im nową numerację obowiązującą do dziś, od 521 do 534. W styczniu 2005 r. SPAD zakupiło 2 nowe autobusy Solaris Urbino 12 II, zaś 4 kolejne autobusy kolejnej generacji tego producenta, wyjechały na ulice prawobrzeża w lutym 2008 roku. 13 grudnia 2006 r. na ulicach pojawiły się ostatnie Ikarusy 280.26 należące do SPPK.
Komunikacja autobusowa w Szczecinie nadal w większości spełnia pierwotne założenia uzupełniając sieć tramwajową tam, gdzie ona nie dociera.

### Sytuacja obecna

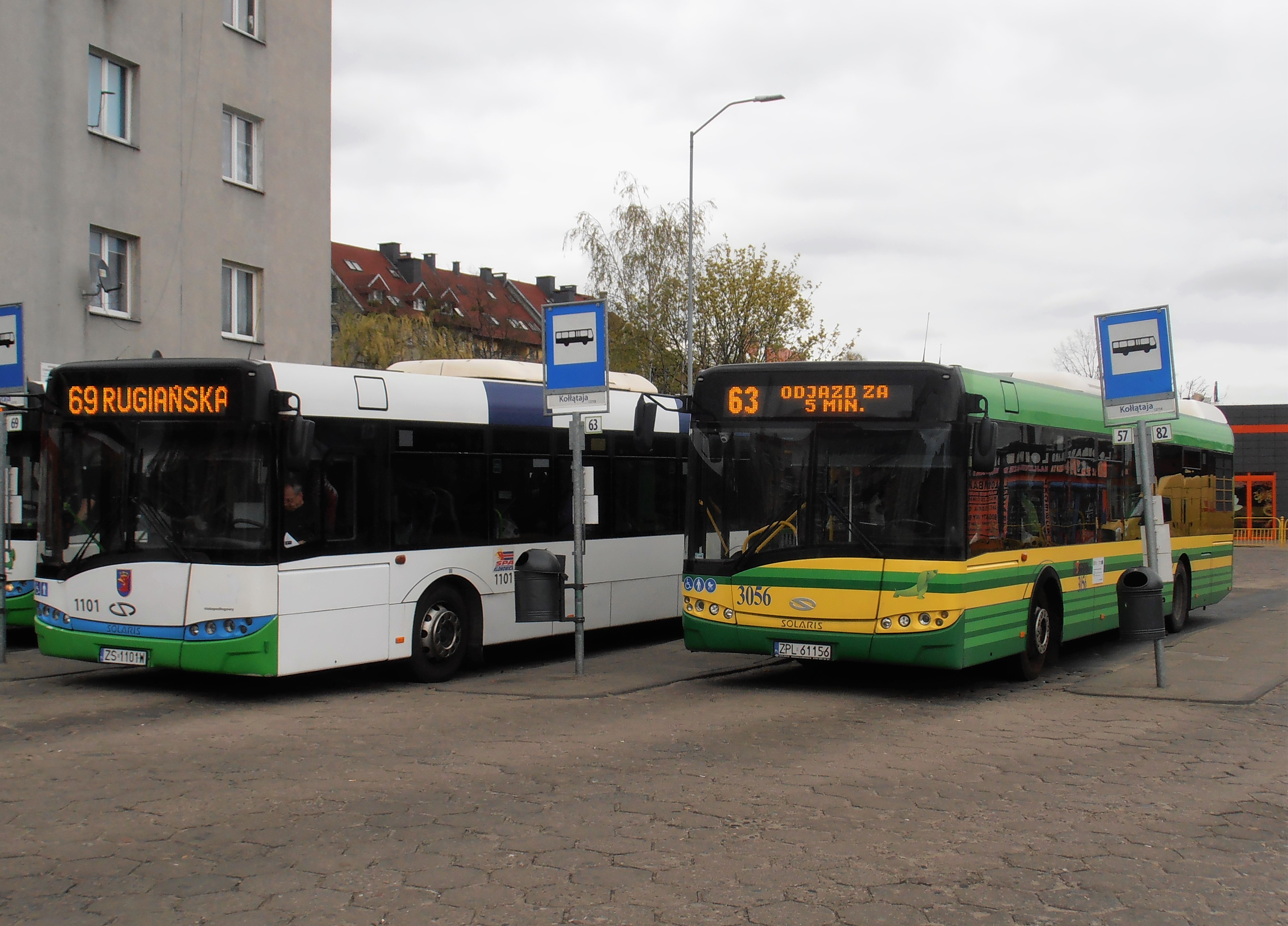
Postój autobusów Solaris Urbino 12 III na pętli „Kołłątaja”

Od lipca 2005 roku spółki szczecińskie i polickie z powodzeniem kupują tabor używany z Europy Zachodniej (głównie z Niemiec, Szwecji oraz Norwegii). 7 kwietnia 2009 roku wycofano ostatnie autobusy Ikarus 280.26. Oprócz tego w latach 2008–2012 zakupionych zostało 117 nowych autobusów marki Solaris. 12 lipca 2013 roku na linii 84 zadebiutował pierwszy w historii szczecińskiej komunikacji autobus hybrydowy. Pojazd ten należy do zajezdni Dąbie. 1 czerwca 2016 roku zlikwidowano ostatnią linię bezpłatną, kończąc tym 17-letnią karierę linii bezpłatnych w Szczecinie. 10 grudnia 2018 roku na linii 67 zadebiutował pierwszy hybrydowy autobus przegubowy zakupiony przez SPA Klonowica. 4 stycznia 2019 roku odbył się ostatni liniowy kurs autobusu typu Volvo B10MA, a 11 stycznia tego samego roku odbył się jeszcze jeden kurs pożegnalny tego samego typu autobusu, kończąc tym 24-letnią karierę tych autobusów w Szczecinie oraz pożegnanie autobusów wysokopodłogowych w Szczecinie. Na początku sierpnia 2021 roku na ulice Szczecina i Polic wyjechały pierwsze w Polsce hybrydowe MAN-y Lionʼs City najnowszej generacji z napędem Efficient Hybrid zakupione przez SPPK Police.